# Anisodes viator
Anisodes viator là một loài bướm đêm trong họ Geometridae.